# Кальниболотська
46°00′ пн. ш. 40°27′ сх. д. / 46° пн. ш. 40.45° сх. д.
Кальниболотська — станиця в Новопокровському районі Краснодарського краю.
Адміністративний центр Кальниболотського сільського поселення.
Населення — 5 722 мешканці (2010), друге місце по району.

## Географія
Станиця розташована за 28 км на північний захід від районного центру — станиці Новопокровської на берегах річки Єя при впаданні в неї лівої притоки річки Тернівка.

## Історія

### XVIII століття
Калниболотское курінне селище, засноване 1794 року — одне з 40 перших, заснованих чорноморськими козаками на Кубані. Назва перенесена з куреня Запорізької Січі, який був названий старовинним селом Кальниболото (з 1795 року — Катеринопіль; сьогодні існує село Кальниболота в Кіровоградській області України).
21 березня 1794 року складається відомість, де зазначено кожному куреню призначене місце. Кальниболотському куреню за жеребом виділяється земля на місці впадання річки Тернівки до Єї, де на лівому березі на високому місці знаходився Терновський редут. Протягом кількох років з моменту заснування (1794—1802 рр.) Кальніболотський курінь був центром Григорівського (у листуванні часто Георгіївського) округу Чорноморського війська (глава окружного правління полковник І.Кулик) і мав свою гербову печатку, в центрі якої був зображений вершник. У жовтні 1794 р. козаки Кальниболотського куреня почали селитися в урочищі Усть-Тернівка, але воно вже виявилося зайнятим Незамаївським куренем. Отаман Максим Греков просить уряд «ощасливити його наказом і показати в резолюції до поселення справжнє місце». Ось наказ уряду: «Єйському і Григоріївському окружним правлінням послати укази і веліти Єйському: від Єйського правління до гирла Куги Єйки Щербинівське, Дерев'янківське, Менське, Конелівське, Шкуринське і Кущівське, а Григор'євському правлінню від гирла Куги Єйки, не доходячи старої застави, де редут верст за десять, — Кисляківське, Єкатеринське, Незамаївське і Калниболотське селища розмістити без утіснення і поселити ті селища порядно, за прикладеним при указі планом» (Переселення Чорноморського козачого війська на Кубань", Б. Є. Фролов).
«Георгіївська церква в окружному селищі збудована у 1796—1797 році старанністю парафіян. Церква дерев'яна, п'ятиголова з дзвіницею» («Храми та монастирі Ставропольської єпархії (1843—1920 рр.)», 2012). Прохання на будівництво церкви було надіслано єпископу Феодосійському та Маріупольському Йову (Потьомкіну).
Дозвіл духовної консисторії Феодосії отримано лютого 23 дня 1796 року і воно говорить: «Дозвіл духовної консисторії Феодосії вірного імператорського війська Чорноморського у військовий уряд. Його преосвященство Йов єпископ Феодосійський і Маріупольський за повідомленням, яке надійшло цього лютого 22 дня з оного військового уряду, у слободі Кальниболотській при річці Єї, що заселяється, збудувати на імення Святого Побідоносця Георгія нову церкву дозволив, і про закладення оной до військового протопопа Романа Порохні Указ посланий з тим, що в наявну в тій слободі каплицю, для відправлення в ній до влаштування церкви священнослужіння, освячений Антимінс через оказію має бути до нього протопопом відправлений. Про що Феодосійська духовна консисторія цим вірного імператорського війська чорноморського військовий уряд сповіщає лютого 23 дня 1796 року. Феодосійського архірейського дому економ ієромонах (підпис)».
Дозвіл підтверджено Указом Її Імператорської Величності про будівництво церкви від 2 квітня 1796 року. У звіті військового священика Р. Порохні від 3 січня 1799 р. згадується про служіння у Свято-Георгіївській церкві Кальниболотського курінного селища («Православна Церква на Кубані в 18-19 ст.ст.». Збірник документів, Краснодар, 2001 р.). Священик — Феодор Католінський (Котелинський) 32 років. У довіднику «Ставропольська губернія і Кубанська область (огляд міст, сіл, станиць і хуторів» (укл. свящ. Н. Т. Михайлов. — Єкатеринодар: тип. Кубан. обл. правл.: 1910) вказується на наявність церковних документів Свято-Георгіївської церкви з 1797 року.
Кальниболотські козаки (команда з 30 осіб з осавулом Семеном Чорнолісом) взяли участь у перському поході двох полків чорноморців 1796 року. У поході померли козаки Хома Пилипенко та Іван Малий. У рапорті полковника Великого, командира другого полку, в якому третьою сотнею командував кальниболотець Семен Чорноліс, судді Головатому від 24 серпня 1796 року повідомляють, що з команди старшини Чорноліса 20 числа серпня втекло 39 козаків (один повернувся, десятьох спіймали пізніше). У списках старшини, що повернулася з походу, Семен Чорноліс відсутній. У серпні 1797 року в Катеринодарі відбулися заворушення серед козаків, які повернулися з Персії. 16 лютого 1799 року в рапорті Георгіївського (Григоріївського) окружного правління повідомляють, що сільський Кальниболоцького селища отаман Сидір Шаровара підтримку і приховування («… в будинках своїх перетримують…») таким козакам надавав.

### XIX століття
До березня 1807 року в Кальниболотском курені вже були один водяний млин і один вітряк.
У 1811 році регентом протоієрея Кирила Російського військового співацького хору (Кубанський козачий хор сьогодні) Костянтином Гречинським, який створювався працями, в перший його склад (1 регент, 2 баси, 2 тенори, 2 альта і 3 дисканти) для дисканта був обраний малоліток Калниболотського куря. За 7 ревізією чорноморського свящества 1816 року при Георгіївській церкві Кальниболотського селища значився священик Феодор Католінський (52 років) з дружиною Марією Василівною (38 років) та дочкою Агафією (11 років) за дячка Наума Славінського (38 років) і його).
Під час поповнення Чорноморського Козачого Війська малоросійськими козаками у 1809—1811 рр. до Кальниболотського селища прибуло 113 родин переселенців (347 чоловіків і 216 жінок). Старожилих козаків на той час було майже стільки ж (342 чоловіки і 252 жінки). Значним було прирощення Кальниболотського курінного селища під час другого поповнення у 1821—1825, коли до 113 дворів додалося ще 245. Під час третього поповнення (1848—1849) до станиці Кальниболотської прибуло 95 сімей. У подальший час Кальниболотська брала участь у заселенні закубанських земель, відвойованих у горян. У 1862 році близько 40 сімей кальниболотців були поселені в станиці Раєвської, у квітні 1862 року урядник Федір Григор'єв Кузьменко та 34 козаки з сім'ями до станиці Неберджаївської, а через 2 роки така ж кількість сімей була направлена до станиці Тхамахинської. До 1863 року в Кальниболотской було 535 дворів з 2928 мешканцями корінного стану.

У 1868 році Георгіївська церква у зв'язку з ветхістю була розібрана, а в 1869 з тієї ж причини була розібрана дзвіниця. У 1872 році на кошти товариства збудували нову будівлю, в якій, крім Георгіївського престолу, освячено другий престол на честь святителя Миколи Чудотворця. Склад причту: 2 свящ. , 1 дияк. і 2 псалом. Причтовий землі 195 десятин. Є два церковні будинки для причту. У першому тимчасово міститься ц. -пр. школа, у другому, заново відір. священик 1 причту (Баженов). Церковно-парафіяльних шкіл 2. Для однієї з них було збудовано спеціальну будівлю, а друга містилася в причтовому будинку. На утримання другої від суспільства надходить 200 руб. Міністерських училищ однокласних 6. Населення (п.д.): 6673, у тому числі расколн.21, баптистів 41. Населення (стат. ком.): 11 481 душ. , 1813 дворів. Народжень 623, шлюбів 100, смертей 333.
1894 року в станиці два священики — Дмитро Штепа та Іван Сальський.

### XX століття
На межі століть у станиці було 2 цегельні, 4 олійні заводи, 12 ковалів, 3 бондарні, один колісний і 4 столярні. На початку XX століття в станиці було 6 училищ, підвідомчих Міністерству освіти.
20 серпня 1909 р. уповноважені від станичного товариства громадяни звернулися до духовної консисторії з клопотанням про дозвіл побудувати нову церкву на честь Воздвиження Чесного і Животворящого Хреста Господнього. Однак у травні 1910 р., коли дозвіл на будівництво було отримано, жителі станиці висловили побоювання, що престольне свято храму 14 вересня не буде гідно вшановане, оскільки зазвичай у цей час ще тривають польові роботи. У зв'язку з цим вирішено було побудувати церкву на честь Покрови Пресвятої Богородиці. 23 травня 1910 р. відбулася закладка храму на честь Покрови Пресвятої Богородиці. У січні 1912 р. будівельні роботи закінчено, храм пофарбовано олійною фарбою, встановлено іконостас. 9 вересня 1913 р. храм освячено і відкрито для богослужіння (Довідник «Храми і монастирі Ставропольської єпархії (1843—1920 рр.)», 2012). У 1916 році в станиці служили два священики — Василь Іванов та Іван Михайлівський. У 1920—1930 роках Георгіївську і Покровську церкви було закрито, розібрано і зруйновано. Відновлення (вірніше будівництво нової Свято-Георгіївської церкви) розпочато через майже 90 років (www.kalniboloto.prihod.ru). Служби в 1942—1943 роках і після 1990 року проводилися і проводяться в тимчасових притулках.
В «Енциклопедичному словнику Брокгауза та Єфрона» цей населений пункт був описаний такими словами: Кальниболотська станиця — Кавказького відділу (насправді — Єйського), Кубанської області. Мешканців 15 628, церква, школа, лавок 6, олійниця 1, млинів 8; обробка вовни.
У станиці проживало чимало Георгіївських кавалерів (1872 року — 17 осіб). Під час Першої світової війни Василь Калайда та Федір Прудній (Прудий?) двічі були нагороджені Георгіївськими хрестами, а Дмитро Латиш став повним Георгіївським кавалером (Повний георг.кавалер. Козачі війська. 1889 р.н., козак стан. Калниболотський, ККВ. Підхорунжий 4-й сотні 1-го Уманського каз. полиця. Інші нагороди: Французька військова медаль.; (Хрести: 1 ст. № 4275; 2 ст. № 8339; 3 ст. № 22694; 4 ст. № 152921; https://web.archive.org/web/20070914162329/http://kdkv.narod.ru/92/GK-WW1.html/).
У 1934–1953 роках станиця була центром Кальниболотського району.

## Населення
| Чисельність населення | 1939 | 1959  | 1979  | 2002  | 2010  | 2021  |
| --------------------- | ---- | ----- | ----- | ----- | ----- | ----- |
|                       | 6170 | ↗6666 | ↗7168 | ↘6494 | ↘5722 | ↘5422 |

## Веб-посилання
- Неофіційний сайт станиці Калниболотська
- Інформація про станиця Калниболотська на сайті станиці Новопокровської Новопокровського району Краснодарського краю
- казачья станица Калниболотская Фото окрестностей. Архів оригіналу за 19 грудня 2014.
- Фото реки Ея.{{cite web}}:  Обслуговування CS1: Сторінки з параметром url-status, але без параметра archive-url (посилання)
- Опис станиці